# Apogon notatus
Apogon notatus е вид лъчеперка от семейство Apogonidae. Видът е незастрашен от изчезване.

## Разпространение и местообитание
Разпространен е в Япония.
Среща се на дълбочина от 1,5 до 20 m, при температура на водата около 27 °C и соленост 34,2 ‰.

## Описание
На дължина достигат до 10 cm.
Популацията на вида е стабилна.